# Poecilimon gracilis
Poecilimon gracilis — вид прямокрилих комах роду Пилкохвіст (Poecilimon) родини Коники справжні (Tettigoniidae).

## Опис
Poecilimon gracilis має товсте черевце і сідлоподібну форму спини. Нижня частина останньої пари ніг несе маленькі колючки. Забарвлення тіла — світло-зелене. Крихітні крила світло-коричневого кольору. Задній край переднеспинки темно-червоний, гомілки яскраво-червоні. Тіло вкрите крихітними темними плямами, які роблять його темнішим. Самиця досягає довжини тіла 17-23 мм, самець завдовжки від 16 до 20 міліметрів.

## Поширення
Вид поширений від Албанії, Сербії, Чорногорії, Македонії, Боснії і Герцеговини та Хорватії до Альп.

## Спосіб життя
Мешкає на вологих галявинах та луках. У імаго виліт відбувається з липня по серпень.